# Mordfall Meredith Kercher
Der Mordfall Meredith Kercher ist ein Kriminalfall der jüngeren italienischen Rechtsgeschichte. Die 21-jährige britische Austauschstudentin Meredith Kercher wurde am 1. November 2007 im italienischen Perugia in der Wohnung, die sie sich mit drei anderen Frauen teilte, beraubt und ermordet. Als Täter wurde der Ivorer Rudy Hermann Guede ermittelt und 2008 verurteilt.
Kerchers Mitbewohnerin Amanda Knox und deren Freund Raffaele Sollecito wurden von der Staatsanwaltschaft der Mittäterschaft beschuldigt und ebenfalls des Mordes angeklagt.
Am 4. Dezember 2009 verurteilte das Gericht Knox und Sollecito zu langen Haftstrafen. Am 3. Oktober 2011 hob das Appellationsgericht in Perugia das Urteil auf. Nach neuerlichem Rekurs, diesmal durch die Staatsanwaltschaft, wurden die Freisprüche am 26. März 2013 vom Kassationsgericht, dem obersten Gerichtshof Italiens in Rom, aufgehoben und an das Berufungsgericht in Florenz zurückverwiesen. Dieses verurteilte die beiden Angeklagten am 30. Januar 2014 erneut zu langen Haftstrafen. Am 27. März 2015 wurden Knox und Sollecito schließlich vom Kassationsgericht letztinstanzlich vom Mordvorwurf freigesprochen.
Parallel zum Mordvorwurf bestand auch eine Verleumdungsklage gegen Amanda Knox, eine falsche Person des Mordes bezichtigt zu haben. Diese wurde unabhängig vom eigentlichen Mordvorwurf verhandelt und war bis 2024 noch nicht abgeschlossen.
Das Interesse vor allem der italienischen, britischen, US-amerikanischen und deutschsprachigen Boulevardmedien an dem Fall war unter anderem dadurch geweckt worden, dass der Hauptankläger, Staatsanwalt Giuliano Mignini, in der Anklage von einem „satanischen Ritus“ und „dämonischen Motiven“ gesprochen hatte. Dies war vom Gericht jedoch schon im ersten Schuldspruch verworfen worden. Das andauernde intensive Interesse der Medien an den zwischenzeitlich wieder aufgenommenen Ermittlungen der italienischen Staatsanwaltschaft und den diversen Gerichtsverfahren sorgte aber dafür, dass der Fall auch danach noch über mehrere Jahre in der Öffentlichkeit präsent blieb.

## Tathergang

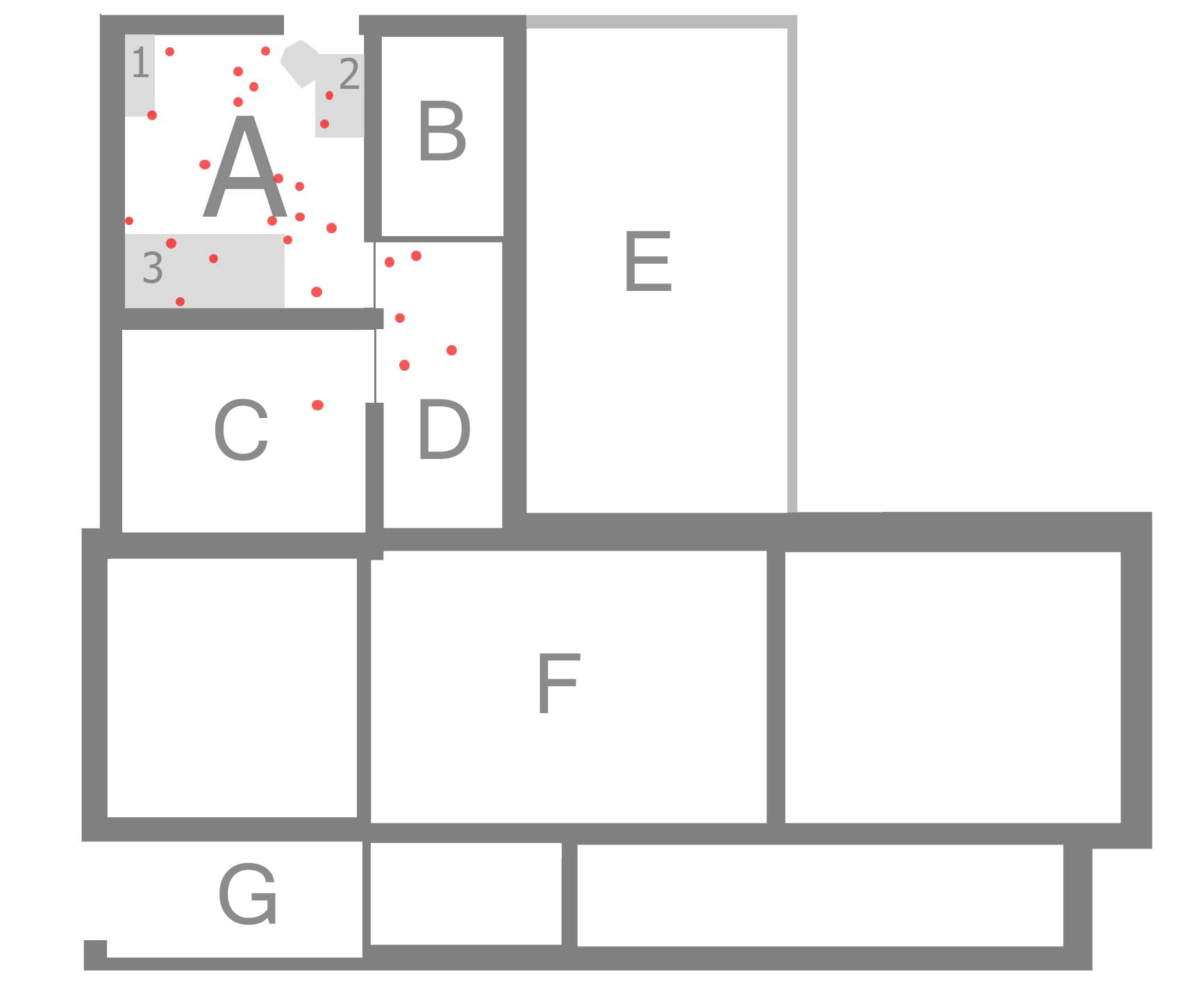
Das Apartment, in dem Meredith Kercher ermordet wurde: A ihr Zimmer, B Bad, C Zimmer von Amanda Knox, D kleiner Zwischenflur, E Balkon/Terrasse, F Wohnzimmer mit Küche, G Eingang
----
Die Tote lag in der Mitte ihres Zimmers (A). Die Möbel in ihrem Zimmer sind hellgrau angedeutet: unten links ihr Bett, oben links der Schrank, am Fenster oben rechts ihr Schreibtisch mit Schreibtischstuhl. Die roten Punkte sind die Markierungen der Spurensicherung. Im Bad (B) gab es einige weitere Markierungstafeln (hier nicht abgebildet).

Am frühen Abend des 1. Novembers 2007 war die Wohnung der Wohngemeinschaft in der Via della Pergola 7 (Lage) verlassen. Kercher aß bei einer befreundeten Engländerin mit zwei weiteren Engländerinnen zu Abend und machte sich mit einer dieser beiden auf den Heimweg. Um 20:55 Uhr trennten sich ihre Wege – 460 Meter vor Kerchers Wohnung.
Kercher starb in dieser Nacht nach einem ersten rechtsmedizinischen Gutachten zwischen 21 und 23 Uhr, nach einem zweiten Gutachten zwischen 21 Uhr und 4 Uhr, an massivem Blutverlust infolge von Stichverletzungen am Hals und durch Ersticken, möglicherweise nach einer Strangulation.
Raffaele Sollecito, ein damals 23-jähriger Informatikstudent aus Bari, rief am Mittag des darauffolgenden Tags vom Tatort aus die Polizei an und meldete einen Einbruch sowie Blut und eine vermisste Person. Bei ihm befand sich seine damalige Freundin, die 20-jährige Mitbewohnerin von Kercher, Amanda Knox aus Seattle. Noch bevor die Carabinieri eintrafen, erschienen zwei Beamte der Post- und Telekommunikationspolizei vor dem Haus, die den Fund zweier Mobiltelefone in der Nähe eines anderen Hauses untersuchten. Knox und Sollecito teilten ihnen mit, dass sie auf die Carabinieri warteten, da ein Fenster zerbrochen war und sie Blutflecken im Badezimmer entdeckt hatten.
Als sie den Beamten die Situation im Haus zeigten, erreichte eine weitere Mitbewohnerin zusammen mit drei Freunden die Wohnung. Die gefundenen Mobiltelefone konnten Kercher zugeordnet werden, jedoch weigerten sich die Beamten, die verschlossene Tür von Kerchers Zimmer aufzubrechen. Nachdem einer der Freunde ihrer Mitbewohnerin die Tür eingetreten hatte, sahen sie Kerchers Körper leblos auf dem Boden unter einer Bettdecke. Die Beamten wiesen alle Anwesenden an, die Wohnung sofort zu verlassen, und sperrten den Tatort ab.
Neben den beiden Mobiltelefonen fehlten aus dem Besitz des Opfers auch ihre Wohnungsschlüssel, zwei Kreditkarten sowie 300 Euro in bar.

## Indizienprozesse und Urteile
Die Ermittlungsbehörden bewerteten die Alibis von Sollecito und Knox als schwach und ihre Aussagen als widersprüchlich. Zudem fand die Polizei Knox’ Verhalten in den Tagen nach dem Mord „äußerst seltsam“, sodass der Verdacht auf sie fiel. Am 6. November 2007 wurden beide festgenommen. Die damals 20 Jahre alte, nur rudimentär Italienisch sprechende amerikanische Studentin belastete bei einem langen nächtlichen Verhör durch mehrere italienische Polizisten, bei dem ihr sowohl der Beistand eines Rechtsanwalts als auch ein Dolmetscher verweigert wurde, den Kongolesen Diya „Patrick“ Lumumba, der daraufhin festgenommen wurde. Knox revidierte die Aussage gegen Lumumba am folgenden Tag in einer vierseitigen handgeschriebenen Nachricht. Am 9. November 2007 urteilte ein Gericht, dass die drei Festgenommenen wegen des Verdachts auf gemeinschaftliche sexuelle Nötigung und Tötung in Untersuchungshaft zu halten seien. Es gebe „deutliche Hinweise auf ihre Schuld“, so die Richterin. Lumumba wurde wenig später wieder freigelassen. Die Ermittler glaubten belastende DNS-Spuren von Knox und Sollecito gefunden zu haben, die im Berufungsprozess von einem unabhängigen Experten-Gutachten jedoch für untauglich erklärt wurden.
Hauptverdächtiger wurde wenige Tage später der damals 20-jährige Drogendealer Rudy Hermann Guede aus Abidjan (Elfenbeinküste). Seine blutigen Fingerabdrücke und spätere DNS-Proben bewiesen seine Anwesenheit am Tatort. Außerdem wurde sein Sperma in der Toten gefunden. Er war zunächst geständig, beschuldigte später aber Knox und Sollecito.  Guede war nach der Tat mit dem Zug nach Deutschland gefahren und hatte über Facebook mit einem englischen Journalisten über den Mord kommuniziert. Er wurde am 20. November 2007 in Mainz von der deutschen Polizei verhaftet und an Italien überstellt. Dort wurde er in einem gesonderten Verfahren am 28. Oktober 2008 unter anderem wegen Vergewaltigung und Mord zu einer Haftstrafe von 30 Jahren verurteilt. In zweiter Instanz wurde Guedes Strafe am 22. Dezember 2009 unter Berücksichtigung mehrerer strafmildernder Umstände auf 16 Jahre Haft reduziert.
Am 4. Dezember 2009 ging das Geschworenengericht in seinem Urteil von einer Beteiligung mehrerer Personen an dem Mord aus und verurteilte in einem reinen Indizienprozess Sollecito zu 25 und Knox zu 26 Jahren Haft. Beide waren nicht geständig.
Das Berufungsgericht in Perugia hob am 3. Oktober 2011 die Urteile gegen Sollecito und Knox wegen Mordes auf und sprach beide frei mit der Begründung, sie hätten die Tat nicht begangen (italienisch „per non aver commesso il fatto“). Zwei Wissenschaftler der Universität La Sapienza hatten in ihrem Gutachten von den Hauptbeweisstücken der Anklage praktisch nichts übrig gelassen. Eine gegen Knox verhängte Haftstrafe von drei Jahren wegen Verleumdung, die sie bereits abgesessen hatte, wurde vom Gericht dagegen bestätigt. Sie hatte nach 14-stündigem Polizeiverhör Lumumba zu Unrecht des Mordes an Kercher bezichtigt. Die Staatsanwaltschaft unter Giuliano Mignini kündigte Berufung vor dem Obersten Gericht an, die am 14. Februar 2012 dann auch erfolgte. Rudy Guede, der einzige noch Verurteilte, kündigte einen Antrag auf Wiederaufnahme seines Prozesses an. Seine Verteidiger forderten, dass der Fall nach dem Freispruch von Knox und Sollecito neu aufgerollt werden müsse. Guedes Versuch, seine Verurteilung anzufechten, blieb erfolglos.
Am 26. März 2013 wurde bekannt, dass das Kassationsgericht den Fall erneut aufrollen würde, da Fehler festgestellt wurden. Während die Staatsanwaltschaft und die Anwälte der Eltern von Meredith Kercher das Urteil begrüßten, zeigten sich die Anwälte von Sollecito und Knox über das Urteil „bestürzt“. Am 30. September 2013 begann der neue Prozess in Florenz.
Am 30. Januar 2014 erging vom Berufungsgericht in Florenz in Abwesenheit der Angeklagten das vierte Urteil in dieser Strafsache. Die acht Richter und Geschworenen sprachen Knox und Sollecito erneut des Mordes schuldig und verurteilten Knox zu einer Haftstrafe von 28 Jahren und 6 Monaten, Sollecito zu einer Haftstrafe von 25 Jahren. Die Urteilsbegründung wurde im April 2014 veröffentlicht. Die Anwälte von Knox und Sollecito legten im Juni 2014 vor dem Appellationsgericht in Florenz Berufung ein.
Am 27. März 2015 sprach das Oberste Gericht Italiens Amanda Knox und Raffaele Sollecito vom Vorwurf des Mordes abschließend frei, die Verurteilung von Knox wegen falscher Beschuldigung wurde aufrechterhalten.
Am 23. Januar 2019 sprach der Europäische Gerichtshof für Menschenrechte in Straßburg Knox eine Entschädigung in Höhe von 18.000 Euro zu, zu zahlen vom italienischen Staat. Laut Urteilsbegründung  war der damals 20 Jahre alten amerikanischen Studentin bei einem stundenlangen nächtlichen Verhör durch mehrere italienische Polizisten der Beistand eines Rechtsanwalts und eines professionellen Dolmetschers verweigert worden. Weiterhin rügte der Gerichtshof die Verurteilung von Knox wegen Verleumdung als Verstoß gegen das Grundrecht auf einen fairen Prozess. Weil die italienische Justiz den Beschwerden von Knox über das Verhalten der Polizisten nicht nachgegangen war, verletzten sie gemäß dem Urteil der Straßburger Richter in verfahrensrechtlicher Hinsicht das Folterverbot.
Rudy Guede, der in zweiter Instanz zu 16 Jahren Haft verurteilt worden war, durfte ab Dezember 2020 das Gefängnis tagsüber verlassen und wurde am 26. November 2021, nach 14 Jahren Haft, wegen guter Führung vorzeitig entlassen. Er hatte bereits ein Studium der Geschichte begonnen. Laut einem Richter zeigte er „tadelloses Verhalten“ und ein „hohes Maß an sozialer Integration“. Sein Anwalt sagte: „Rudy hat eine ausgezeichnete Umerziehung durchlaufen.“
Gegen Guede wird seit seiner Freilassung 2021 wegen angeblichen körperlichen und sexuellen Missbrauchs seiner Ex-Freundin ermittelt. Deshalb muss Guede eine elektronische Fessel tragen. Gegen Amanda Knox erging 2024 ein Urteil wegen der Verleumdung von Diya Lumumba. Die Strafe musste sie nicht antreten.

## Internationale Aufmerksamkeit
Der Fall erregte internationales Aufsehen, wobei in den Medienberichten verschiedener Länder deutliche Unterschiede zu beobachten waren: Boulevardzeitungen in Großbritannien stellten Knox als unbedingt schuldig dar, während US-Medien sie als Opfer einer italienischen Justizintrige präsentierten. Die amerikanische Journalistin Nina Burleigh, die auch ein Buch über den Fall publiziert hatte, sprach anlässlich des Freispruches im Berufungsverfahren von „haarsträubender Frauenfeindlichkeit“ der italienischen Behörden, die eine mittelalterlich anmutende Hexenjagd auf die fremde, attraktive junge Frau veranstaltet hätten.
Am 12. November 2007 zitierte die New York Times die Schlagzeile einer Zeitung in Perugia: „Wer ist Amanda? Von einer erstklassigen Studentin zu einer eiskalten Menschenfresserin.“ Der Italien-Korrespondent der New York Times, Peter Kiefer, versuchte sich in diesem Artikel an einem ersten Bild der drei Hauptverdächtigen:

„Die drei Verdächtigen passen nicht ins Bild. Da ist zunächst Frau Knox, die in kein Schema einer Mörderin passt: 20 Jahre alt, wohlhabend und gut aussehend, Sprachstudentin aus Seattle. Die Polizei geht davon aus, dass sie nicht allein gehandelt hat. Die dritte und tödliche Wunde an Frau Kerchers Hals kam demnach von einem Mann. Ebenfalls verhaftet wurde der italienische Freund von Frau Knox, Raffaele Sollecito, 24, blond und mit sensiblem Blick durch seine Brille; außerdem Diya Lumumba, 44, aus dem Kongo, Besitzer der Bar namens Le Chic, wo Frau Knox als Bedienung arbeitete.“

Der Freispruch im Berufungsprozess 2011 sei Medienberichten zufolge nicht zuletzt durch einen Wandel in der öffentlichen Meinung erreicht worden: Der leitende Staatsanwalt Giuliano Mignini, der von einem „satanischen Motiv“ gesprochen hatte, wurde wegen seines Verhaltens in anderen Ermittlungen wegen Amtsmissbrauch verurteilt; auch die vielen Ermittlungsfehler fügten der Glaubwürdigkeit der Anklage schweren Schaden zu. Kommentatoren wiesen auch auf das Ausmaß der medialen Vorverurteilung der Angeklagten als „Engel mit den Eisaugen“ hin.

## Der Fall in den Medien (Auswahl)

### Bücher
- Candace Dempsey: Murder in Italy: the Shocking Slaying of a British Student, the Accused American Girl, and an International Scandal. Berkley Books, 2010, ISBN 978-0-425-23083-1.
- Rocco Girlanda: Io vengo con te. Colloqui in carcere con Amanda Knox. [Ich komm mit. Gefängnisgespräche mit Amanda Knox]. Edizioni Piemme, 2010, ISBN 978-88-566-1562-3. (italienisch).
- Gary C. King: The Murder of Meredith Kercher. John Blake Publishing, 2010, ISBN 978-1-84454-902-3.
- Barbie Latza Nadeau: Angel Face: the True Story of Student Killer Amanda Knox. Beast Books, 2010, ISBN 978-0-9842951-3-5.
- Kimberly Brown: The Amanda Knox Story: A Murder in Perugia. (Kindle-Ausgabe mit Audio/Video). Vook, 27. April 2011.
- Nina Burleigh: The Fatal Gift of Beauty: The Trials of Amanda Knox. Broadway Books, 2011, ISBN 978-0-307-58858-6. OCLC 699763845.
- Raffaele Sollecito: Honor Bound: My Journey to Hell and Back with Amanda Knox. Gallery Books, 2012, ISBN 978-1-4516-9598-4.
- John Follain: A Death in Italy: The Definitive Account of the Amanda Knox Case. St Martins Pr Inc, 2013, ISBN 978-1-250-01938-7.
- Douglas Preston, Mario Spezi: Der Engel mit den Eisaugen. Knaur TB, 2013, ISBN 978-3-426-51346-0.
- Amanda Knox: Zeit, gehört zu werden. Droemer, 2013, ISBN 978-3-426-27606-8.

### Fernsehberichte / Podcast
- A Long Way From Home. Dokumentation, CBS 48 Hours, ausgestrahlt im April 2008 in den USA
- Sex, Lies and the Murder of Meredith Kercher. Dokumentation, Channel 4 Cutting Edge, ausgestrahlt am 17. April 2008 in Großbritannien
- American Girl, Italian Nightmare. Dokumentation, CBS 48 Hours, ausgestrahlt im April 2009 in den USA
- Beyond the Headlines: Amanda Knox. Dokumentation, Lifetime, ausgestrahlt am 21. Februar 2011 in den USA
- Murder Abroad: The Amanda Knox Story. Dokumentation, CNN, ausgestrahlt am 8. Mai 2011 in den USA
- Interview mit Amanda Knox in der ZDF-Sendung Markus Lanz am 2. Mai 2013[55]
- Alexandra Berlin, Khesrau Behroz: Judging Amanda Knox. Von Undone/Der Spiegel, 2024 (achtteilig).

### Verfilmungen
- Robert Dornhelm: Amanda Knox: Murder on Trial in Italy. Lifetime, erstmals ausgestrahlt am 21. Februar 2011 in den USA. Mit Hayden Panettiere, Marcia Gay Harden, Vincent Riotta.
- Michael Winterbottom: The Face of an Angel (deutscher Titel: Die Augen des Engels), GB/I/E 2014. Mit Daniel Brühl, Kate Beckinsale u. a.
- Tom McCarthy: Stillwater (deutscher Titel: Stillwater – Gegen jeden Verdacht), USA 2021. Mit Matt Damon, Abigail Breslin u. a.